# Les Abattoirs
Les Abattoirs è un museo di arte moderna e contemporanea, situato nella città di Tolosa, Francia. Gli è stato conferito il titolo di "musée de France".
Si trova sulla riva sinistra della Garonna ed offre una vasta gamma di attività. Nel contesto delle missioni di servizio pubblico culturale, svolge molte funzioni legate alla diffusione e alla comprensione delle forme moderne e contemporanee di espressione artistica.

## Storia
Nel 1823, il comune di Tolosa decise di raggruppare i vari stabilimenti di macellazione in un unico sito. Nel 1825, l'architetto Urbain Vitry venne incaricato di progettare l'edificio del nuovo mattatoio cittadino. Progettò una costruzione di tipo basilicale, caratterizzata da un'articolazione simmetrica e neoclassica. I macelli hanno continuato a funzionare fino al 1988. Dal 13 marzo 1990, il vecchio macello è stato inserito nell'elenco dei monumenti storici di Francia. Il 2 dicembre 1991, il Comune di Tolosa e la Regione Midi-Pyrénées si sono assiciati con l'obiettivo di creare sul sito uno spazio per l'arte moderna e contemporanea. Il progetto degli architetti Antoine Stinco e Rémi Papillault è stato selezionato nel 1995 per la creazione dell'"espace d'art moderne et contemporain de Toulouse Midi-Pyrénées". I lavori sono cominciati nel 1997 e Les Abattoirs (il nome finalmente adottato) hanno aperto ufficialmente nel 2000.
Nata dalla fusione del Museo d'Arte Moderna e Contemporanea della Città di Tolosa e del Fondo Regionale per l'Arte Contemporanea, Les Abattoirs riuniscono delle collezioni permanenti, una biblioteca, una galleria pubblica, laboratori, un auditorium, una libreria e un ristorante, e promuovono le loro collezioni e le produzioni degli artisti in Occitania, in contatto diretto con gli attori locali.